# Witalij Kiktiew
Witalij Wołodymyrowycz Kiktiew (ur. 5 listopada 1980) – ukraiński siatkarz grający na pozycji przyjmującego, były reprezentant Ukrainy. W sezonie 2005/2006 występował w polskim klubie Skra Bełchatów.

## Kariera klubowa
- 2001–2005 Łokomotyw Charków
- 2005–2006 Skra Bełchatów
- 2006–2007 Nieftjanik Jarosław
- 2007–2008 Krymsoda Krasnoperekopsk
- 2008–2009 Łokomotyw Kijów
- 2009–2013 WK Tiumeń

## Sukcesy
- 2002, 2003, 2004, 2005 -  mistrzostwo Ukrainy z Łokomotywem Charków
- 2002, 2003, 2005 -  Puchar Ukrainy z Łokomotywem Charków
- 2006 -  mistrzostwo Polski z Skrą Bełchatów
- 2006 -  Puchar Polski z Skrą Bełchatów